# 秦艳
秦艳（1980年11月—），女，汉族，内蒙古科右中旗人，内蒙古农业大学毕业，农学博士，研究员。中国共产党党员。现任内蒙古自治区文化和旅游厅党组书记、厅长，中共内蒙古自治区党委宣传部副部长。